# Vostotchny
Pour les articles homonymes, voir Cosmodrome Vostotchny.
Vostotchny (Муниципальное образование Восточное) est un district municipal de Moscou, dépendant du district administratif est.
Le district est constitué de deux enclaves : l'une située immédiatement à l'extérieur du MKAD, à l'est ; l'autre formée par le village d'Akoulovo, se trouvant à environ 14 km du MKAD, au nord-est de la capitale  (56° 00′ 26″ N, 37° 47′ 45″ E).

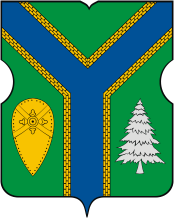
Armes du district
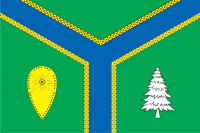
Drapeau du district